# Гильзен, Ян Август
Ян Август Гильзен (1702 — 14 февраля 1767, Варшава) — государственный деятель Великого княжества Литовского, каштелян инфлянтский (1744—1754), воевода минский (1754—1767), маршалок Литовского Трибунала (1749—1750), староста браславский, парховский и казуньский, летописец Ливонии, историк и обозреватель.

## Биография
Представитель лифляндского дворянского рода Гильзенов герба «Гильзен». Сын старосты мариегаузенского Ежи Гильзена.
Юношеские годы провёл в доме воеводы инфянтского Яна Людвика Плятера и женился на одной из его четырёх дочерей — Констанции. Получил хорошее образование, был знаком с литературой и ораторским талантом, часто цитировал Цицерона.
В 1735 году Ян Август Гильзен был избран послом (депутатом) на сейм от Инфлянтского воеводства, поддержал избрание саксонского курфюрста Августа III на польский королевский престол. В следующем 1736 году вторично избирается послом на сейм.
Имел дружеские связи с каштеляном трокским Яном Сапегой. Оба они были высокобразованными людьми, занимавшимися историей. В 1738 году в третий раз был избран послом от Инфлянт на сейм, где получил от Яна Сапеги звание хранителя печати канцелярии великой литовской. 4 июля 1739 года получил во владение браславское староство, 1 августа 1744 года польский король назначил Яна Августа Гильзена каштеляном инфлянтским. В 1749 году был избран депутатом и маршалком Трибунала ВКЛ в Вильно.
Ян Август Гильзен заботился о деревнях по берегам реки Западная Двина, где жили необразованные и почти дикие крестьяне. Будучи очень религиозным человеком, он вместе со своим братом, смоленским епископом Ежи Николаем Гильзеном, основал в своих имениях в Лифляндии миссии, строил больницы и школы в сёлах.
Неоднократно избрался послом на сеймы от Инфлянтского воеводства. В 1754 году получил должность воеводы минского и стал кавалером ордена Белого орла. До 1756 года являлся сторонником партии Чарторыйских.
Автор одного из лучших в своё время трудов по истории Ливонии, Курляндии и Семигалии:
- Inflanty w dawnych swych i wielorakich aż do wieku naszego dziejach i rewolucjach, z wywodem godności i starożytności szlachty tamecznej, tudzież praw i wolności z dawna i teraz jej służących, zebrane i polskiemu światu do wiadomości w ojczystym języku podane przez Jaś. Wielm. Jmci pana Jana Augustyna Hylzena, Kasztelana Inflanckiego, Starostę Brasławskiego … , Вильно 1750 год.